# Ahmad Jassim
Ahmad Jassim Mohammed (arab. ‏أحمد جاسم (لاعب كرة قدم عراقي)‎; ur. 4 maja 1960 w Bagdadzie) – iracki piłkarz, reprezentant kraju.
W 1986 został powołany przez trenera Evaristo de Macedo na Mistrzostwa Świata 1986, gdzie reprezentacja Iraku odpadła w fazie grupowej. Uczestnik Igrzysk Olimpijskich 1988.